# Was sorry maar genoeg
Was sorry maar genoeg is een lied van de Nederlandse zanger Tino Martin. Het werd in 2020 als single uitgebracht en stond in hetzelfde jaar als tweede track op het album Voor iedereen.

## Achtergrond
Was sorry maar genoeg is geschreven door Johnny Sap, Billy Dans, Sasha Rangas, Stefan van Leijsen en Arthur Stoker en geproduceerd door Bas van den Heuvel. Het is een levenslied waarin de liedverteller zingt over een relatiebreuk. Het lied is live opgenomen door de zanger met de Tino Martin Band. In de bijbehorende videoclip is de zanger te zien in de duinen en op het strand van Noordwijk.

## Hitnoteringen
De zanger had weinig succes met het lied. Er was geen notering in de Single Top 100 en ook de Top 40 werd niet bereikt. Bij laatstgenoemde was er wel de zevende plaats in de Tipparade.